# Hôtel de La Fare
L’hôtel de La Fare est un ancien hôtel particulier situé au no 14, place Vendôme dans le 1er arrondissement de Paris.
Construit par l'architecte Jacques V Gabriel pour son beau-père Mathurin Besnier, l'hôtel deviens successivement la propriété du financier Claude-François Paparel, avant d'échoir notamment, aux familles de La Fare, Le Tellier de Souvré, de Pourtalès, de Richelieu et Say. 
Il est, depuis 1916, la propriété de la banque américaine JPMorgan Chase & Co, dont il constitue le siège en France.

## Situation
L'hôtel se situe à l'est de la place et est mitoyen de l'hôtel Moufle de La Thuilerie au no 16, et de l'hôtel Baudard de Saint-James au no 12.

## Historique

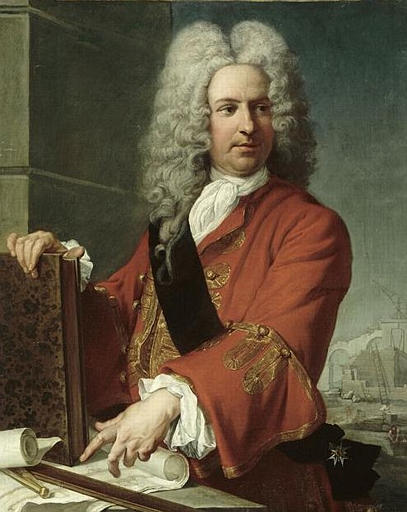
Jacques V Gabriel.

L'architecte Jacques V Gabriel, acquiert la parcelle en 1702 et construit l'hôtel pour son beau-père, Mathurin Besnier, avocat au Parlement, en 1704.
À peine achevé, il est vendu au financier Claude-François Paparel. Ce dernier, emprunt à des malversations financières avec son gendre, le marquis Philippe-Charles de La Fare, est condamné à mort en 1716. Le marquis vend l'hôtel en 1719, à Louis-Nicolas Le Tellier de Souvré. Paparel, finalement gracié, casse cette vente et le revend la même année à Simon Le Clerc.
En 1778, les descendants de ce dernier, le vendent au fermier général Julien Le Normand qui le mets alors en location. Sa famille en reste propriétaire jusqu'en 1817, où celle-ci s'en sépare en faveur du comte James-Alexandre de Pourtalès, qui le revend en 1840 au duc Armand-François de Richelieu.

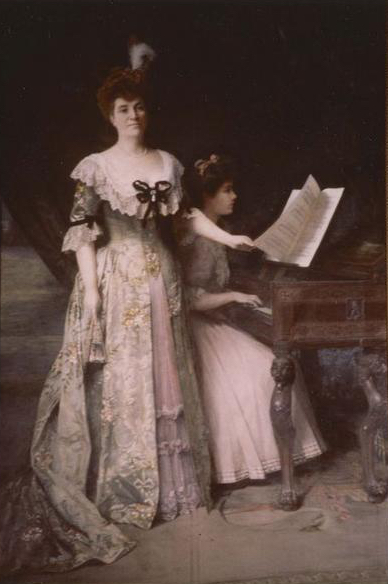
Jeanne Say et sa petite fille, Yvonne de Sesmaisons, marquise de Lespinay.

En 1848, il est vendu à l'industriel Constant Say, qui y fait réaliser de nombreux travaux d'embellissement, notamment en 1865, avec la réalisation du plafond du Grand Salon, peint par Paul Baudry.
En 1853, madame Barenne, chapelière, occupe une partie du rez-de-chaussée pour son atelier et présente ses modèles dans un salon du premier étage, où notamment elle a pour cliente l'impératrice Eugénie de Montijo. 
En 1871, à la mort de son père Jeanne Say, devenue l'année suivante, vicomtesse Christian de Trédern, hérite de l'hôtel et y réside jusqu'à sa mort en 1916.
Sa fille, mariée au Vicomte Bonnin de la Bonniniere de Beaumont y résidera. 
La même année, ses héritiers vendent la demeure à la banque américaine JPMorgan Chase & Co, dont il est, encore aujourd'hui, le siège de la branche française.

## Protection
L'hôtel est classé aux monuments historiques pour ses façades et toiture par arrêté du 17 mai 1930.